# Basilique Saint-François-Xavier de Vincennes
La basilique Saint-François-Xavier (St. Francis Xavier Basilica) est la proto-cathédrale de Vincennes, dans l'État de l'Indiana aux États-Unis. Elle est surnommée par les habitants, The Old Cathedral. Elle a été élevée au rang de basilique mineure par Paul VI en 1970. Elle est placée sous le patronage de saint François-Xavier.

## Historique
La paroisse Saint-François-Xavier (patron des missions) est la paroisse catholique la plus ancienne de l'Indiana. C'est en effet en 1732 qu'un officier français, le sieur de Vincennes, construit une fortification au bord de la rivière Wabash, ce qui permet d'établir un poste de fermiers et de trappeurs français qui commercent avec les Indiens Piankeshaw. L'endroit est visité deux ans plus tard par un missionnaire jésuite français, le RP Sébastien Meurin et la première église paroissiale est construite en 1748.
L'endroit passe en 1763 sous administration anglaise, après la défaite des Français, et les jésuites sont expulsés. Un simple prêtre diocésain, Étienne Phillibert, les remplace dans ce lieu, ayant charge d'âmes de sept cents fidèles, mais il n'y réside pas en permanence. En 1778, les habitants, convaincus par le père Girault, font acte d'allégeance aux États-Unis, nouvellement formés. Une nouvelle église est bâtie en 1786 avec un curé permanent. L'abbé Benoît-Joseph Flaget succède au père Girault en 1792 et installe une école paroissiale, puis l'abbé Jean-François Rivet arrive en 1795. Il accepte la demande du gouverneur de l'Indiana d'ouvrir une école publique anglophone, à côté de l'école primaire et secondaire catholique francophone confiée aux Eudistes, alors que ses paroissiens sont encore tous francophones.
L'église actuelle date de 1826, la première pierre ayant été bénite par le père Jean-Léon Champomier. Elle est choisie pour devenir la cathédrale du nouveau diocèse de Vincennes, érigé en 1834. Quatre évêques de Vincennes sont enterrés à la crypte: Mgr Simon Bruté (1834-1839), Mgr Célestin de La Hailandière (1839-1847), Mgr Jean-Étienne Bazin (1847-1848) et Mgr Maurice de Saint-Palais (1848-1877). Le siège du diocèse est ensuite transféré à Indianapolis. Il est aujourd'hui à la cathédrale Saints-Pierre-et-Paul.
L'édifice appartient à un complexe architectural néoclassique à la grecque comprenant l'église elle-même, l'ancienne bibliothèque (1840) et le presbytère (1841) qui est inscrit au Registre national des lieux historiques.
L'ancien collège Saint-Gabriel tenu par les Eudistes date de 1837.
On remarque à l'intérieur de la basilique une fresque représentant la Crucifixion peinte par Wilhelm Lamprecht (1870) qui est également l'auteur de la fresque à droite représentant saint François-Xavier, et celle de la Vierge à l'Enfant, entourée de saint Simon, saint Étienne, saint Célestin et saint Maurice, patrons des évêques de Vincennes. Les vitraux, datant de 1908, sont issus de la maison Von Gerichten Art Glass Company de Columbus (Ohio).
Trois statues, installées en 1910, accueillent le fidèle à l'entrée de la basilique: celles de Jeanne d'Arc, saint Patrick et saint François-Xavier.

## Illustrations

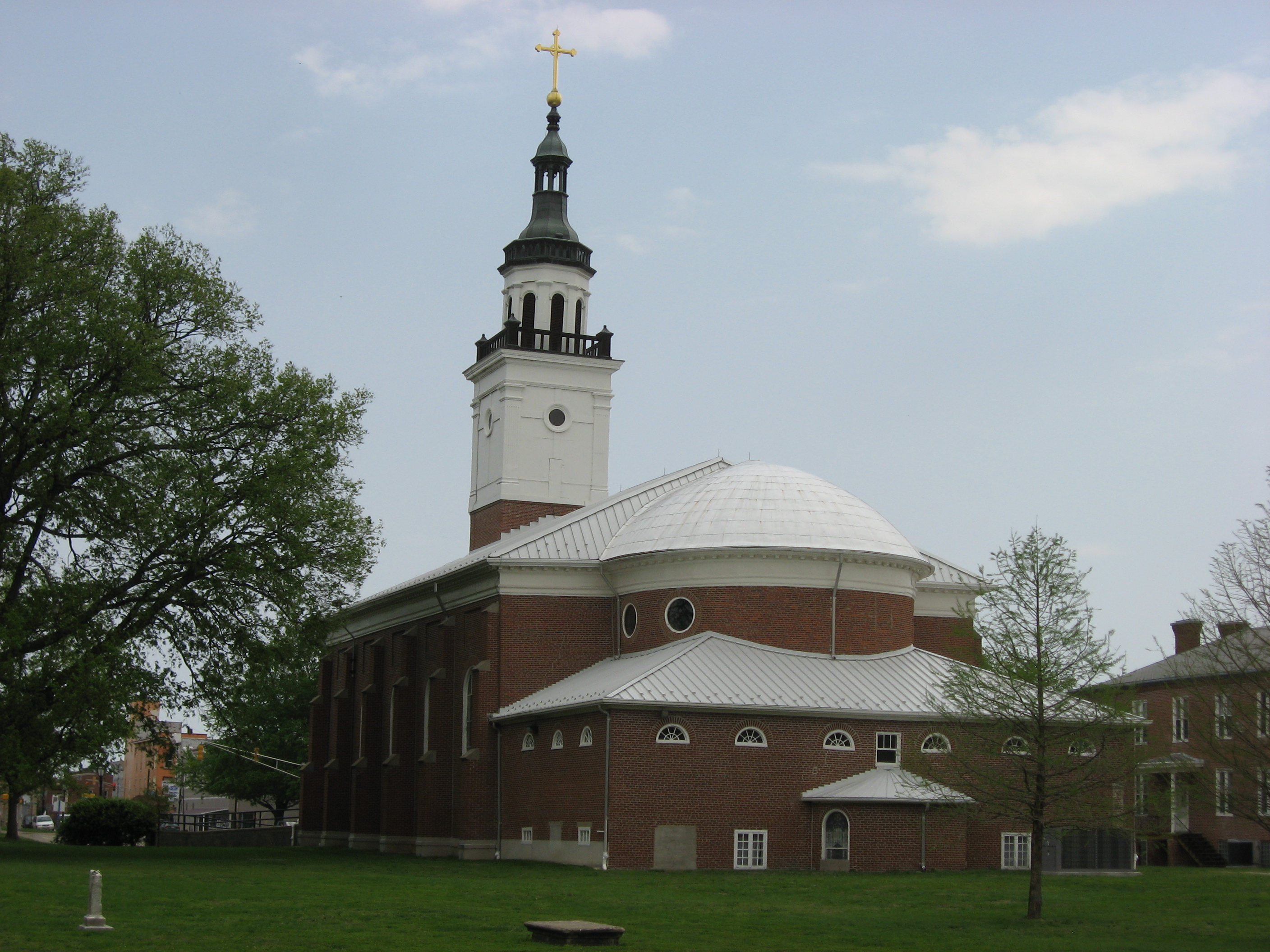
Arrière de la basilique Saint-François-Xavier
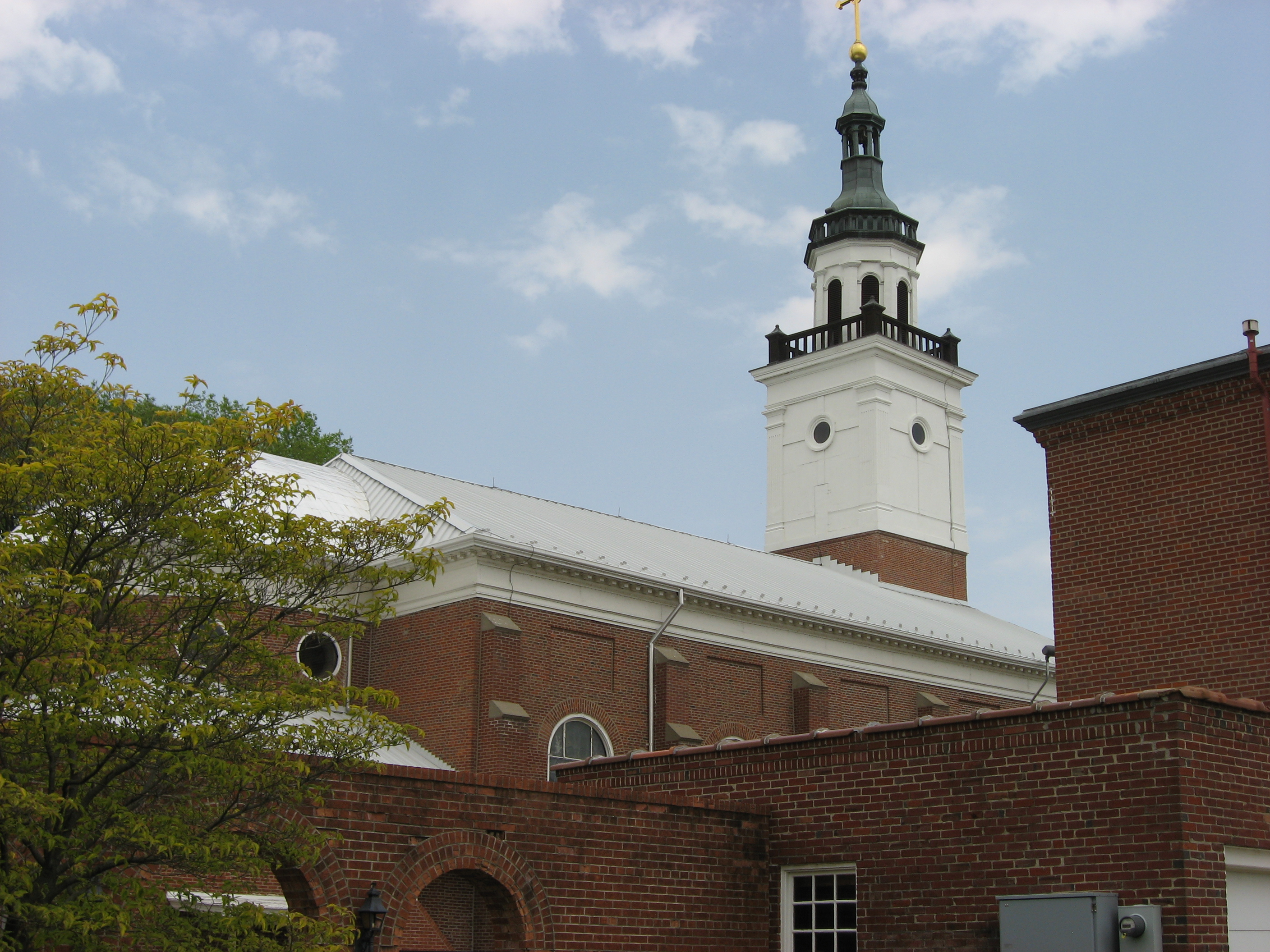
Vue du côté sud de la basilique
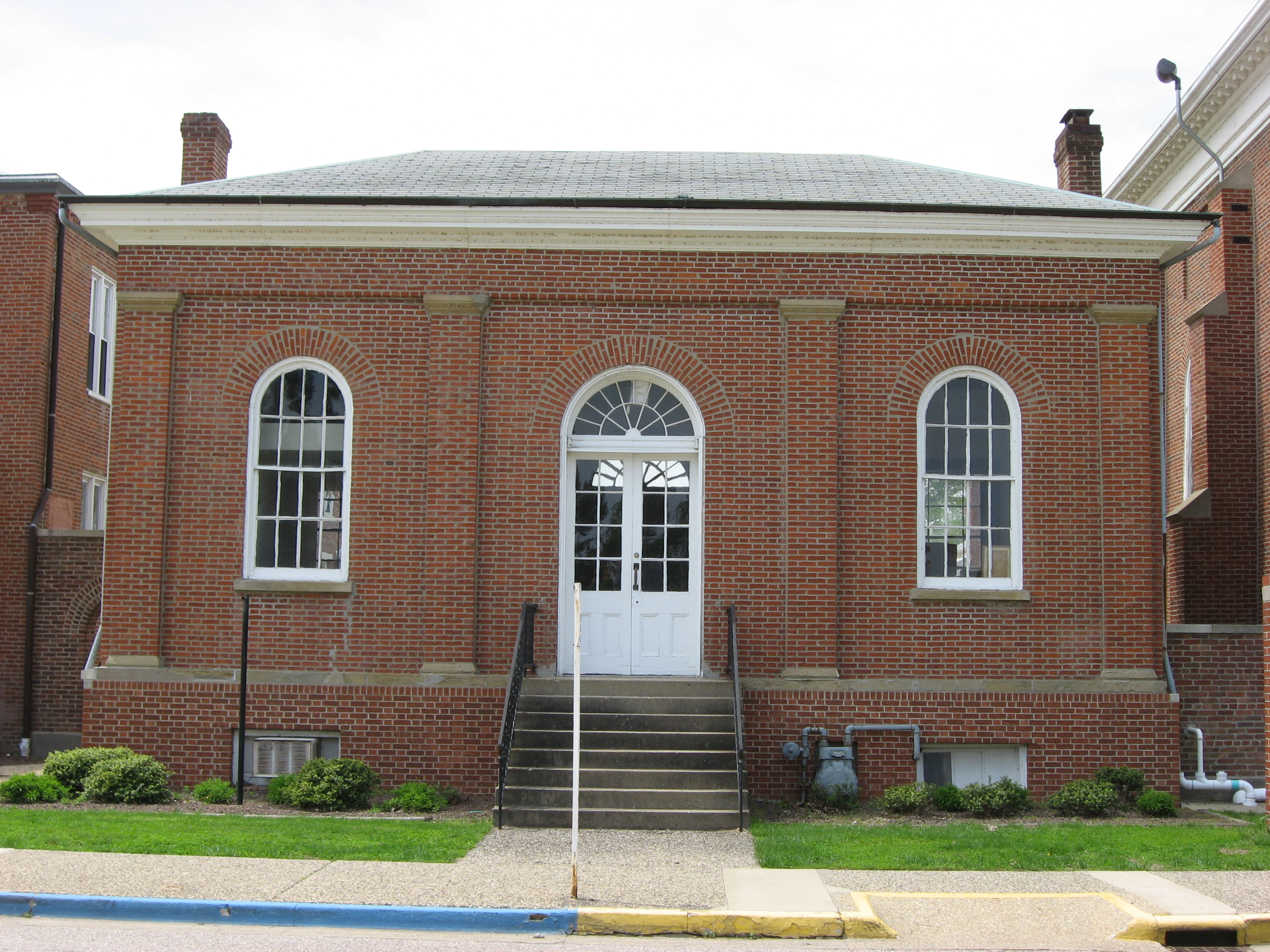
Ancienne bibliothèque de Saint-François-Xavier
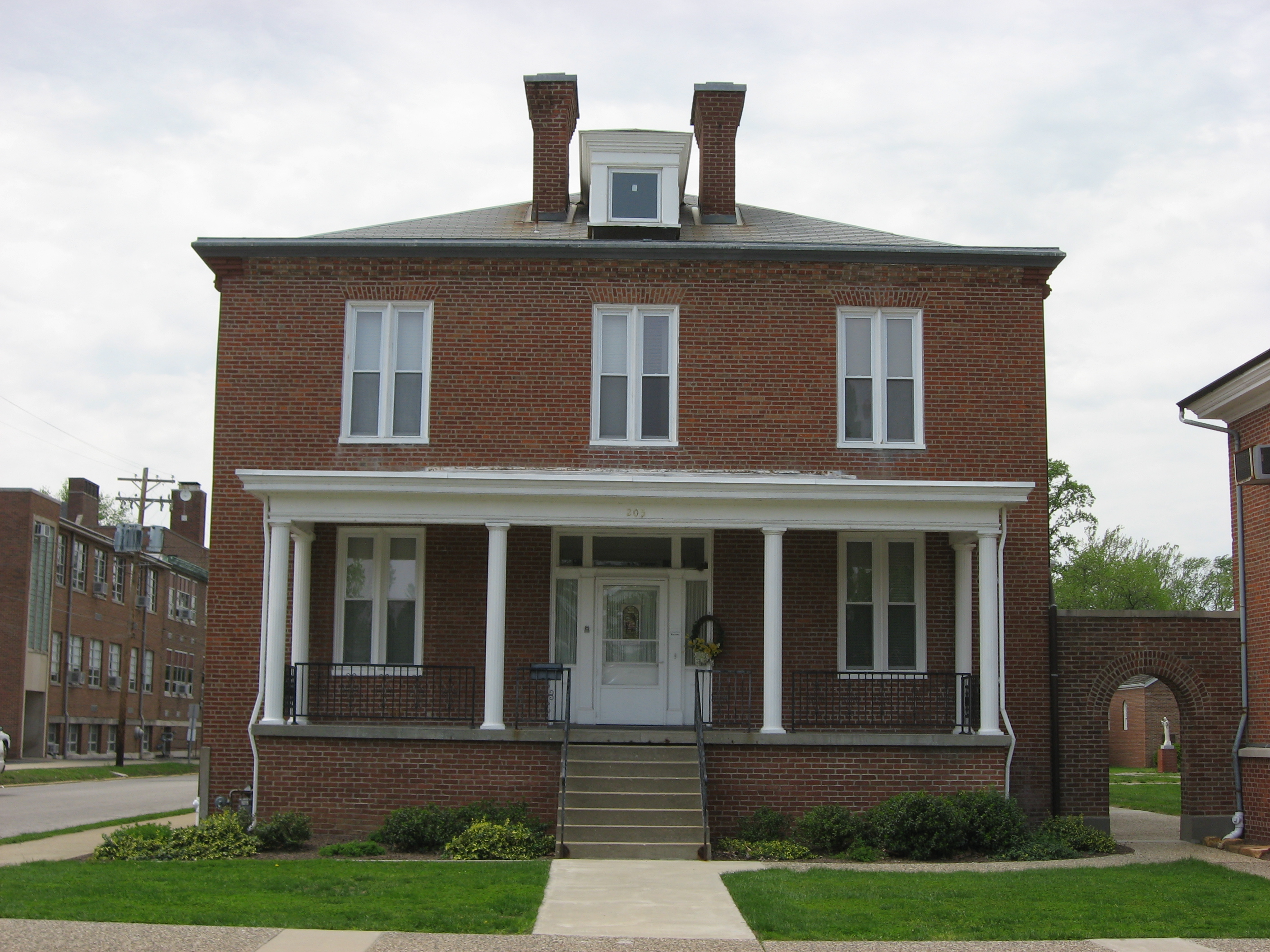
Vue du presbytère

## Source
- (en) Cet article est partiellement ou en totalité issu de l’article de Wikipédia en anglais intitulé « St. Francis Xavier Cathedral and Library » (voir la liste des auteurs).